# Ruddy Nelhomme
Ruddy Nelhomme, né le 15 mars 1972 à Pointe-à-Pitre, est un entraîneur français de basket-ball. 

## Biographie

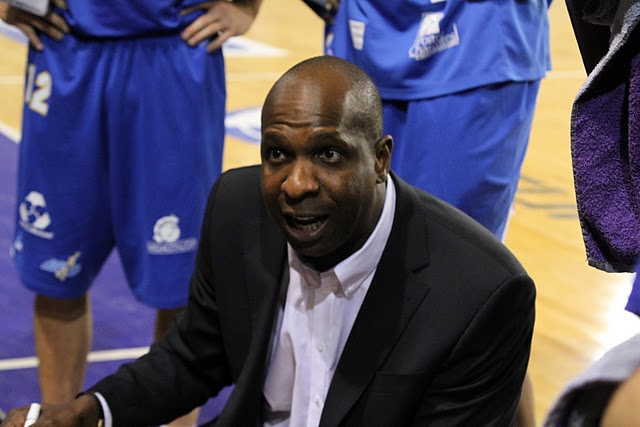
Ruddy Nelhomme pendant un temps mort.

Quand Ruddy Nelhomme a découvert le basket métropolitain, en 1988, tout juste débarqué de sa Guadeloupe natale, c'est l'ASP qui l'a accueilli et lui a permis de fourbir ses armes de joueur pendant quatre saisons. Le club ne réussissant pas sa percée vers le niveau national, il s'est tourné vers le CEP et il y a participé à la montée en N II sous la houlette de Pierre Vincent. Très vite, Ruddy s'est tourné vers l'animation et l'entraînement. 
Ancien membre du CREPS de Poitiers et entraîneur de Cholet Basket de 2002 à 2006, Nelhomme est nommé entraîneur de l'équipe de Poitiers à l'été 2007. 
Il est nommé meilleur entraîneur de Pro A à l'issue de la saison 2009-2010 lors de laquelle il mène son équipe, promue en Pro A, jusqu'aux playoffs.
Le 19 mai 2010, il est nommé assistant de Vincent Collet en équipe de France de basket-ball, en remplacement de Michel Veyronnet.
Le 18 septembre 2011, il remporte la médaille d'argent au championnat d'Europe 2011 en Lituanie avec l'équipe de France.
Le 10 décembre 2019, Ruddy Nelhomme est démis de ses fonctions d’entraîneur du PB86 en raison des mauvais résultats.

## Clubs successifs
- 2002-2003 :  Cholet Basket (entraîneur Espoirs Pro A)
- 2003-2004 :  Cholet Basket (entraîneur assistant Pro A)
- 2004-2006 :  Cholet Basket (entraîneur Pro A)
- 2007-2009 :  UPB 86 (entraîneur Pro B)
- 2009-2019 :  UPB 86 (entraîneur Pro A)

## Palmarès entraîneur
- Champion de France de Pro B en 2008-2009 avec Poitiers
- Élu meilleur entraîneur de Pro A en 2009-2010 avec Poitiers
- Médaillé d'argent au championnat d'Europe 2011 en Lituanie avec l'équipe de France en tant qu'entraîneur assistant
- Médaillé d'or au championnat d'Europe 2013 en Slovénie avec l'équipe de France en tant qu'entraîneur assistant
- Médaillé de bronze au championnat d'Europe 2015 en France avec l'équipe de France en tant qu'entraîneur assistant
- Médaillé de bronze au championnat du monde 2014 en Espagne avec l'équipe de France en tant qu'entraîneur assistant